# Norsk rikskringkasting
Norsk rikskringkasting (kurz NRK; deutsch „Norwegischer Rundfunk“, wörtlich „Norwegischer Reichsrundfunk“) ist der öffentlich-rechtliche Rundfunk in Norwegen. Der NRK wurde im Jahre 1933 gegründet und ist das größte Medienunternehmen Norwegens. Er ist Mitglied der EBU und der Nordvision. NRK betreibt drei Fernsehkanäle und 15 Radiokanäle, drei davon senden landesweit.

## Geschichte
In den 1920er-Jahren kamen in Norwegen erste private Radiosender auf und im April 1925 entstand mit der Kringkastingsselskapet die erste private Rundfunkgesellschaft. Mit der Zeit erhielten viele Städte eigene Lokalsender. Im Jahr 1933 verabschiedete das Storting, Norwegens Nationalparlament, ein Rundfunkgesetz. Dort wurde geregelt, dass es stattdessen ein staatliches Rundfunkmonopol geben solle. Aus diesem Gesetz heraus entstand zum 1. Juli 1933 Norsk rikskringkasting (NRK). Im Jahr 1960 begann NRK mit der Ausstrahlung seines Fernsehprogramms.
Nachdem 1981 das Rundfunkmonopol wegfiel und NRK private Konkurrenz erhielt, diversifizierte die Rundfunkanstalt ihr Programm und gründete weitere Radio- und Fernsehsender. In den 2000er-Jahren erhielt das Online-Angebot zunehmende Bedeutung.

### Radioprogramm

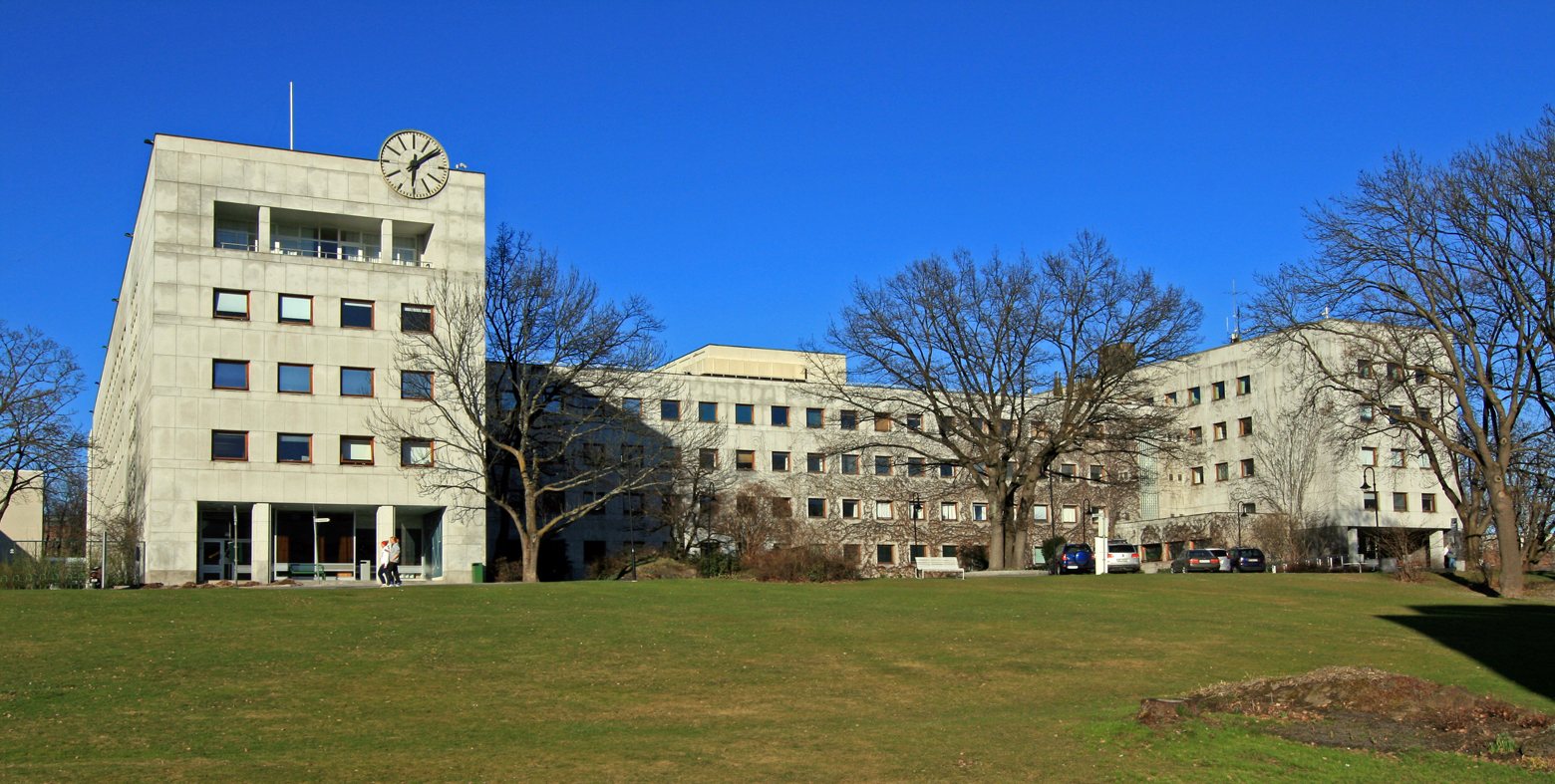
Radiohaus, NRK Marienlyst

Von 1933 bis 1984 betrieb NRK nur einen landesweiten Radiosender. Zu Beginn galt unter anderem die Möglichkeit, dass man Unwetterwarnungen an die Fischer übermitteln konnte, als wichtiger Grund für den Ausbau des Radionetzes.

#### 1940–1945: Während der deutschen Besatzung
Als Norwegen von 1940 bis 1945 unter deutscher Besatzung stand, übernahmen die Besatzer den Rundfunk. Zugleich wurde von London aus in Zusammenarbeit mit der British Broadcasting Corporation (BBC) weiter ein Radioprogramm gestaltet, das in Norwegen empfangen werden konnte. In London befand sich zu dieser Zeit die norwegische Exilregierung. Da bereits im Jahr 1940 über die Hälfte der Bevölkerung die Möglichkeit hatte, das Radioprogramm zu empfangen, wurde das aus dem Exil gestaltete Programm ein geeignetes Mittel, um den Widerstand zu mobilisieren. Von den Besatzern wurde der Besitz von Radiogeräten deshalb verboten und eingesammelt. Von den Norwegern, die ihre Radiogeräte versteckten, wurden die Botschaften weiter gehört und in der Bevölkerung verbreitet.

#### 1945–1980: Zeit nach dem Zweiten Weltkrieg
Direkt nach dem Zweiten Weltkrieg verzeichnete NRK zunächst geringe Einnahmen, da die Anzahl der Radiogeräte und damit die Zahl der lizenzzahlenden Zuhörer stark zurückgegangen war. Zudem waren in einigen Gegenden Norwegens die notwendigen technischen Anlagen während des Krieges zerstört worden. Bereits im Jahr 1947 wurden jedoch die Lizenzzahlen aus der Vorkriegszeit erreicht.
In den 1950er-Jahren erlebte das Radio schließlich sein goldenes Zeitalter. Im Radioprogramm wurden sowohl Nachrichten, Wetterberichte, Unterhaltungssendungen und Musik übertragen.

#### 1980–1994: Schrittweise Aufhebung des Rundfunkmonopols

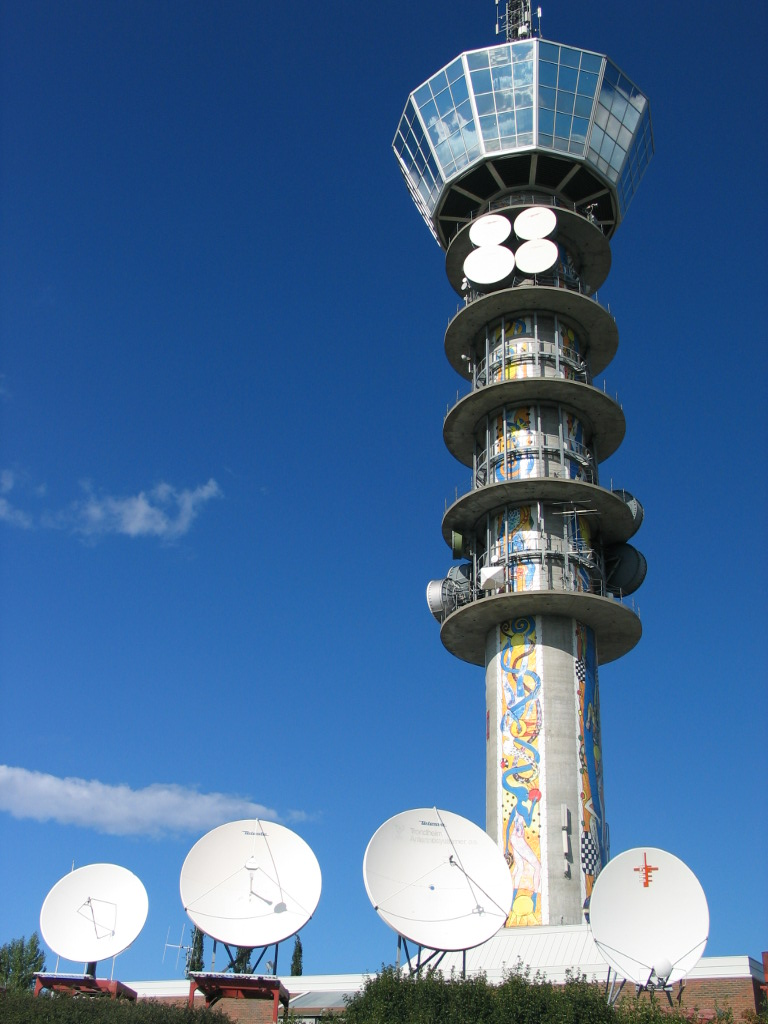
Der Tyholt-Turm in Trondheim

Am 16. Dezember 1981 wurde das Rundfunkmonopol aufgehoben, wodurch das Radioprogramm von NRK private Konkurrenz erhielt. Zunächst wurden 39 lokale Sendelizenzen vergeben. Drei Jahre später waren durch das Kulturministerium bereits rund 200 lokale Sendelizenzen ausgestellt worden. Insbesondere um die Abwanderung jüngerer Norweger zu den neuen privaten Radiosendern zu verhindern, wurde im September 1984 mit NRK P2 ein zweiter NRK-Radiosender geschaffen. Der Sender wurde im Trondheimer Stadtteil Tyholt angesiedelt.
Im September 1993 erhielt Norwegen mit P4 Radio Hele Norge seinen ersten landesweiten Privatsender. Im selben Jahr ging NRK P3 als drittes landesweites NRK-Radioprogramm auf Sendung. NRK P3 löste NRK P2 in der Funktion als Jugendsender ab. NRK P2 wurde der neue Kulturkanal. Im Rahmen des Umbaus des Hörfunkangebots wurden NRK P1 und NRK P3 nach Trondheim umgezogen. NRK P2 zog im Gegenzug an den NRK-Hauptsitz im Osloer Stadtviertel Marienlyst.

#### Übergang zum Digitalradio (seit 1995)
Ab 1995 kamen in Folge der Digitalisierung weitere Nischenprogramme wie der Klassiksender Alltid Klassik, der Nachrichtensender Alltid Nyheter, der Sportsender NRK Sport und der Volksmusiksender NRK Folkemusikk hinzu. Manche der in dieser Zeit entstandenen Hörfunkprogramme wurden in den 2000er-Jahren wieder eingestellt. Das norwegische Nationalparlament verabschiedete im Mai 2011 den Plan, vollständig auf digitales Radio überzugehen. Im Jahr 2013 wurde der an ein älteres Publikum gerichtete Internet- und DAB-Radiosender NRK P1+ gegründet, wodurch die Anzahl an DAB-Radiogeräten in Norwegen stark anstieg.
Mit der Abschaltung der UKW-Ausstrahlung in der Provinz Nordland am 11. Januar 2017 um 11:11 Uhr begann die schrittweise Abschaltung des UKW-Hörfunks in Norwegen. Bis zum 13. Dezember 2017 wurde die Ausstrahlung über UKW komplett eingestellt. Norwegen war das erste Land weltweit, das sein UKW-Netz abstellte. Seit 2018 sind folglich alle landesweiten NRK-Radiosender nur noch über DAB zu empfangen.

### Fernsehprogramm

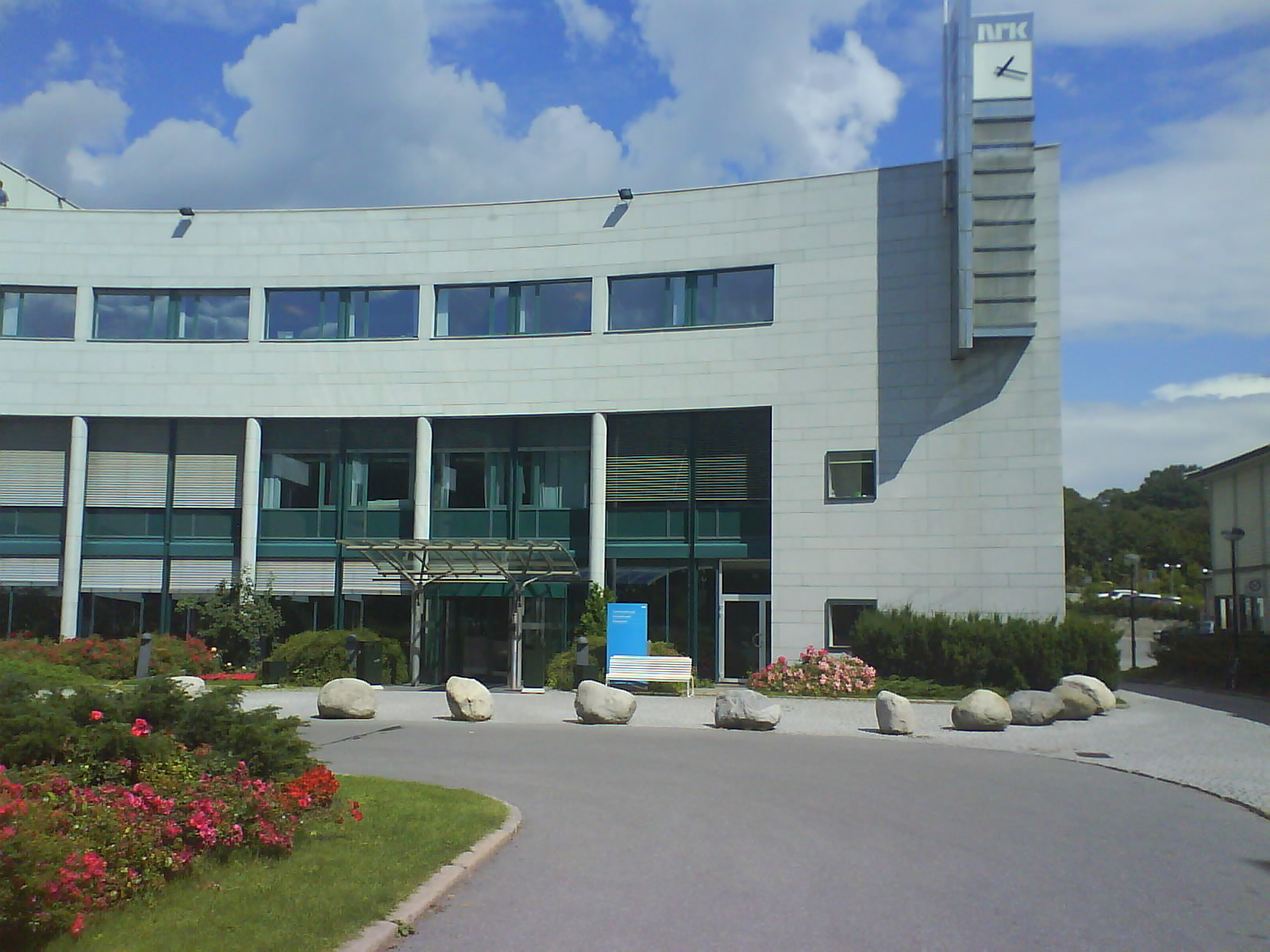
Fernsehhaus, NRK Marienlyst, Hauptsitz des NRK

#### Ab 1954: Anfänge der Fernsehübertragung
Nachdem lange der Ausbau des Radios im Fokus stand, wurden ab 1954 die ersten TV-Übertragungen getestet. Der reguläre TV-Sendebetrieb wurde am 20. August 1960 aufgenommen. Im Vergleich zu anderen europäischen Ländern erhielt Norwegen damit erst recht spät sein erstes Fernsehprogramm. Es dauerte jedoch noch einige Jahre, bis der Sender auch landesweit empfangen werden konnte. In der nordnorwegischen Stadt Bodø konnten er ab 1964 empfangen werden, in Spitzbergen dauerte es bis Dezember 1984.
Farbfernsehen wurde im Jahr 1975 der Standard. Im Februar 1983 wurde die Ausstrahlung des Teletexts begonnen.

#### Seit 1981: Aufhebung des Rundfunkmonopols und Diversifizierung
Nachdem im Jahr 1981 das Rundfunkmonopol aufgehoben wurde, kamen zunächst lokale Privatsender auf. Ab 1988 erhielt NRK durch TVNorge und TV3 auch landesweite private Konkurrenz. Im Jahr 1991 erhielt der in Bergen ansässige Fernsehsender TV 2 eine Sendelizenz. Der Sender wurde für viele eine beliebte Alternative zu NRK. Mit der Vestlandsrevyen begann NRK im Jahr 1991 seine ersten regionalen TV-Nachrichten auszustrahlen, um die Region rund um Bergen zu stärken.
Aufgrund der zunehmenden Konkurrenz der privaten Sender, die stärker auf Unterhaltungssendungen setzten, begann NRK in den 1990er-Jahren verstärkt damit, Kultur- und Bildungssendungen aus dem Programm zu nehmen. Im Jahr 1996 erhielt NRK mit NRK2 einen zweiten Fernsehsender. Nachdem im Jahr 1995 auch Mittelnorwegen ein eigenes Regionalprogramm erhalten hatte, wurde Norwegen 1996 in sieben Regionen mit jeweils eigenen Regionalnachrichten unterteilt.
NRK3, der dritte landesweite Fernsehsender, ging im Jahr 2007 auf Sendung. Auf dem Sender wird tagsüber bis 19:30 Uhr ein an Kinder gerichtetes Programm von NRK Super ausgestrahlt. Anschließend werden Filme und Unterhaltungssendungen gezeigt. Im Dezember 2009 wurde die analoge Übertragung des Fernsehprogrammes eingestellt. Im Juni 2025 gab NRK bekannt, dass es im August 2025 nach 42 Jahren den Teletext einstellen werde. NRK begründete das Vorgehen damit, dass es mit der Zeit immer schwieriger geworden sei, die Technik zu betreiben.

### Internet
Im Jahr 1995 erhielt NRK seinen ersten Onlineauftritt. Mittlerweile sind auf der NRK-Website die TV- und Radioprogramme abrufbar. Des Weiteren betreibt NRK den Wetterdienst Yr. Der NRK-Internetauftritt ist in Teilen umstritten. Vor allem private Medienunternehmen sind der Auffassung, dass NRK damit seinen Rundfunkauftrag überschreite und den freien sowie gleichberechtigten Wettbewerb auf dem Medienmarkt beeinträchtige.

## Organisation

### Hauptsitz
Im Jahr 1950 wurde das Rundfunkhaus (Kringkastingshuset) im Osloer Stadtviertel Marienlyst fertiggestellt. Der Baubeginn war bereits 1938, aber in den Kriegsjahren wurden die Bauarbeiten unterbrochen. Im Jahr 1969 wurde das Fjernsynshuset, der Hauptsitz für die Fernsehsparte, bezogen. Das NRK-Areal in Marienlyst wurde in den 1980er- und 1990er-Jahren weiter ausgebaut.
Um den veränderten Anforderungen an öffentlichen Rundfunk gerecht zu werden, wurden 2016 erste Umzugspläne in ein kleineres und moderneres Gebäude bekannt gegeben. Das alte Hauptquartier in Marienlyst wurde 2020 für 3,75 Milliarden NOK (ca. 374 Millionen Euro, Stand 2021) an den Investor Ferd verkauft, der hier 1200 neue Wohnungen, Hotels und Restaurants errichten will. Im Mai 2021 wurde der Kauf eines Grundstücks in Ensjø im Osten Oslos für 800 Millionen NOK (ca. 80 Millionen Euro, Stand 2021) bekannt gegeben, auf dem das neue Hauptquartier errichtet werden soll.

### Leitung
Bis 1988 war NRK direkt dem damaligen Kultur- und Wissenschaftsministerium untergeordnet. Nachdem die Rundfunkgesellschaft anschließend einige Jahre als Stiftung geführt worden war, wurde NRK im Jahr 1996 eine staatliche Aktiengesellschaft. Die NRK-Intendanten werden durch den NRK-Aufsichtsrat ernannt. Dessen Mitglieder wiederum werden durch das Kulturministerium bestimmt.
Erster Rundfunkchef wurde im Jahr 1934 Olav Midttun. Sein Nachfolger Toralv Øksnevad war nach der Besetzung Norwegens durch die Wehrmacht aus dem Exil in London heraus tätig. Einige der früheren Intendanten waren auch in der Politik aktiv. So waren Kaare Fostervoll, Bjartmar Gjerde und Einar Førde alle zuvor Minister in Arbeiderpartiet-Regierungen. Mit Vibeke Fürst Haugen erhielt NRK im Jahr 2022 erstmals eine Intendantin.
- 1934–1940: Olav Midttun
- 1940–1945: Toralv Øksnevad
- 1948–1962: Kaare Fostervoll
- 1962–1972: Hans Jacob Ustvedt
- 1972–1981: Torolf Elster
- 1981–1989: Bjartmar Gjerde
- 1989–2001: Einar Førde
- 2001–2007: John G. Bernander
- 2007–2013: Hans-Tore Bjerkaas
- 2013–2022: Thor Gjermund Eriksen
- seit 2022: Vibeke Fürst Haugen

### Rundfunkrat
Der Rundfunkrat (Kringkastingsrådet) ist ein beratendes Gremium. Der Rat hat 14 Mitglieder mit persönlichen Vertretern, die jeweils für vier Jahre ernannt werden. Zehn der Mitglieder werden durch das Storting, das norwegische Nationalparlament, bestimmt, wobei der vom Sameting ernannte samische Programmrat immer berücksichtigt werden muss. Die weiteren vier Mitglieder werden auf Vorschlag des Kulturministeriums durch den König im Staatsrat ernannt.
Für den Zeitraum von 2022 bis 2025 hat der Rundfunkrat folgende durch den König im Staatsrat ernannte Mitglieder:
- Snorre Valen (Vorsitzender)
- Vilde Schanke Sundet (stellvertretende Vorsitzende)
- Luqman Wadood
- Sumaya Jirde Ali

Folgende Mitglieder wurden durch das Storting ernannt:
- Tove Karoline Knutsen
- Martin Henriksen
- Stine Renate Håheim
- Trude Drevland
- Gunn Cecilie Ringdal
- Jan Bøhler
- Anne Toril Eriksen Balto
- Anders Anundsen
- Akhtar Chaudhry
- Svein Oddvar Leiros (samischer Programmrat)

### Abteilungen und regionale Einteilung
NRK ist unterteilt in neun verschiedene Abteilungen:
- Die Distriktsabteilung (Distriktsdivisjonen) besteht aus 13 Distriktstudios in vier Regionen:[18]
  - Region Nord
    - NRK Finnmark (Hauptsitz Alta)
    - NRK Nordland (Hauptsitz Bodø)
    - NRK Troms (Hauptsitz Tromsø)

  - Region Midt
    - NRK Innlandet (Hauptsitz Lillehammer)
    - NRK Trøndelag (Hauptsitz Trondheim)
    - NRK Møre og Romsdal (Hauptsitz Ålesund)

  - Region Vest
    - NRK Rogaland (Hauptsitz Stavanger)
    - NRK Vestland (Hauptsitz Bergen)

  - Region Sørøst
    - NRK Buskerud (Hauptsitz Drammen)
    - NRK Østfold (Hauptsitz Fredrikstad)
    - NRK Sørlandet (Hauptsitz Kristiansand)
    - NRK Stor-Oslo (Hauptsitz Oslo)
    - NRK Vestfold og Telemark (Hauptsitz Tønsberg)
- Innhaltsabteilung Oslo (Innhaldsdivisjonen Oslo)
- Nachrichtenabteilung (Nyheitsdivisjonen)
- NRK Sápmi produziert Sendungen auf Norwegisch und Samisch, die sich hauptsächlich an die samischen Bevölkerungsgruppen wenden. Bis 2010 nannte sich der Kanal NRK Sámi Radio.[19] Der Sitz von NRK Sápmi befindet sich in Karasjok. Das Programm wird in Teilen gemeinsam mit dem Schwedischen und dem Finnischen Rundfunk produziert.[20]
- Strategie- und Medienabteilung (Strategi- og mediedivisjonen)
- Technologie- und Produktabteilung (Teknologi- og produktdivisjonen)
- Ökonomieabteilung (Økonomidivisjonen)
- Organisationsabteilung (Organisasjonsdivisjonen)
- Rechts- und Stabsabteilung (Juridisk- og stabsdivisjonen)

## Fernseh- und Hörfunkprogramme
|      |      |                         |                                                                     |
| NRK1 | NRK2 | NRK3 (19:00 – 7:00 Uhr) | NRK Super Programmfenster in NRK 3 (7:00 – 19:00 Uhr, Kindersender) |

|                                              |                                                                       |                                                 |                                                              |
| NRK P1 1                                     | NRK P2 2 (Kulturkanal)                                                | NRK P3 3 (Jugendsender)                         | NRK mP3 5 (Jugendsender mit dem Genre Dance und Electronica) |
|                                              |                                                                       |                                                 |                                                              |
| NRK P3 Urørt 4 („NRK P3 unberührt“) Webkanal | NRK Sápmi 5 (zuvor: „NRK Sámi Radio“) (Sender in Samischer Sprache)   | NRK Nyheter 5                                   | NRK Klassisk 5 (Klassische Musik)                            |
|                                              |                                                                       |                                                 |                                                              |
| NRK Folkemusikk 5 (Volksmusik)               | NRK Super 5 (zuvor „NRK Barn“) (Kindersender)                         | NRK Jazz 5                                      | NRK Sport 5                                                  |
|                                              |                                                                       |                                                 |                                                              |
| NRK Vær 6 („NRK Wetter“)                     | NRK Gull 5 („NRK Gold“) Sendungen aus dem Radioarchiv - eingestellt - | NRK Stortinget 7 (Politikkanal) - eingestellt - | NRK P1 Oslofjord 5 - eingestellt -                           |
|                                              |                                                                       |                                                 |                                                              |
| NRK 5.1 7 - eingestellt -                    |                                                                       |                                                 |                                                              |

Anmerkungen:

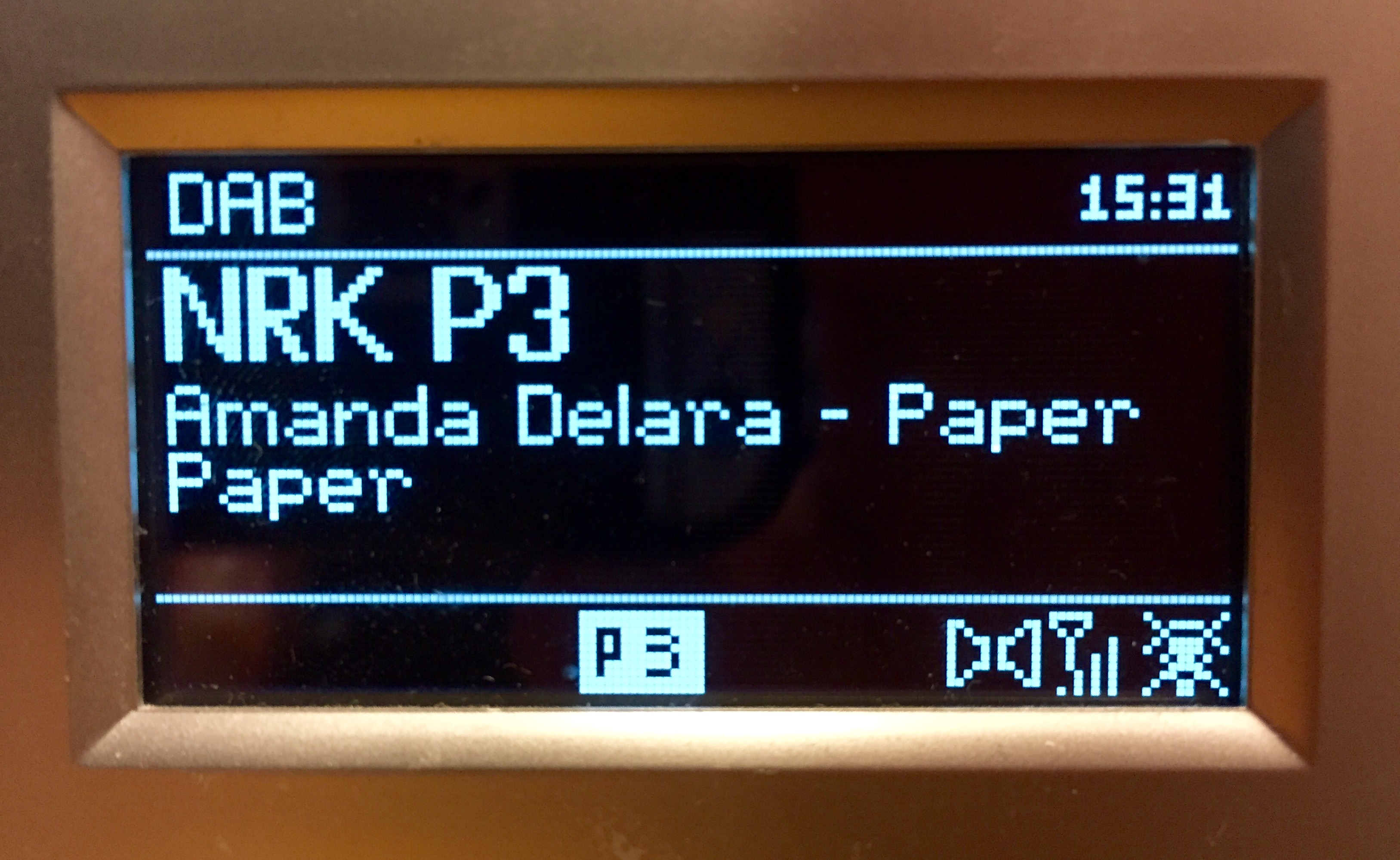
NRK P3 auf DAB

1  NRK P1  ist der meistgehörte Hörfunksender Norwegens mit 1,9 Millionen Hörern täglich. Das Programm sendet sechsmal am Tag Regionalnachrichten.

2  NRK P2  wurde 1984 als Kulturkanal begonnen und hat einen Höreranteil von 8 Prozent.

3  NRK P3  wurde 1993 als Jugendsender begonnen.

4  NRK P3 Urørt  ist ein Internetradio, welches unbekannten norwegischen Musikern erlaubt, dem Sender ihre Musik kostenlos zur Verfügung zu stellen und zu spielen. Der Sender wird unmoderiert über die Website ausgestrahlt. 

5 Diese Programme sind oder waren via DAB und als Internetradio empfangbar, wobei  NRK Sápmi  seine Sender nur im Norden des Landes hat.

6  NRK Båtvær  ist ein meteorologischer Sender für die Küstenregionen Norwegens und lediglich über DAB zu empfangen.

7  NRK Stortinget  und NRK 5.1  waren reine Internetradios.

## Finanzierung
Bis Ende 2019 wurde der NRK hauptsächlich über Rundfunkgebühren finanziert, deren Einnahmen 2019 bei 5,78 Milliarden Norwegischen Kronen lagen. Die Rundfunkgebühren betrugen 3039 NOK (etwa 300 Euro) pro Haushalt pro Jahr. Ende 2016 gab die damalige Regierung Solberg Pläne bekannt, das Finanzierungsmodell zu ändern, um es besser an die moderne Mediennutzung anzupassen. Seit 2020 wird der NRK durch Steuern finanziert, die durch eine Reduktion des Steuerfreibetrages erhoben wurden und je nach Höhe des Einkommens bei bis zu NOK 1700 pro Person liegen. Die Höhe der Finanzierung blieb dabei in etwa gleich.
Die Radio- und Fernsehprogramme des NRK sind werbefrei. Lediglich im Internetangebot darf Werbung eingeblendet werden, ausgenommen sind jedoch Angebote für Kinder. Werbespots durch Sponsoren vor und nach Fernsehsendungen sind ebenfalls erlaubt. Bis zum 30. Dezember 2008 sendete NRK ebenfalls über den Teletext Werbung, musste diese jedoch aufgrund eines Beschlusses des norwegischen Parlaments Stortinget entfernen.